# 紀元前341年
紀元前341年（きげんぜん341ねん）は、ローマ暦の年である。ローマ建国紀元413年と呼ばれることもある。

## 他の紀年法
- 干支 : 庚辰
- 日本
  - 皇紀320年
  - 孝安天皇52年
- 中国
  - 周 - 顕王28年
  - 秦 - 孝公21年
  - 楚 - 宣王29年
  - 斉 - 威王16年
  - 燕 - 文公21年
  - 趙 - 粛侯9年
  - 魏 - 恵王29年
  - 韓 - 昭侯22年
- 朝鮮
  - 檀紀1993年
- ベトナム :
- 仏滅紀元 : 204年
- ユダヤ暦 :

## できごと

### マケドニア
- ピリッポス2世はトラキアの併合を終えた。これは、アテナイにとって、将来の安全に対する脅威と見なされた。

### ギリシア
- デモステネスは、3度目のピリッピカを行った。この中で、彼はピリッポス2世に対する断固たる処置を要求した。彼はアイスキネスの派閥を弱体化し、アテネの海軍を掌握することとなった。
- デモステネスは、ビザンチウムやかつてアテナイと敵対していたテーバイなどを含む諸国をまとめ、ピリッポス2世に対抗する同盟を結ばせた。ピリッポス2世はこれを懸念し、デモステネスに怒りを向けた。しかし、民会は、紀元前346年にアテナイとマケドニアの間で結ばれた平和条約を非難した。これは、アテナイがマケドニアに対して公式に戦争を宣言したに等しかった。

### 共和政ローマ
- 第一次サムニウム戦争がローマ軍の勝利で終わり、ローマは、首都のカプアを含むカンパニアの豊かな土地を手に入れた。

## 誕生
- エピクロス、エピクロス派の始祖である古代ギリシアの哲学者（* 紀元前270年）